# Le Souhait marin

Le chant Le Souhait marin (Mit Gewitter und Sturm aus fernem Meer) est tiré de l'opéra tragique de Richard Wagner, Le Vaisseau fantôme, 1re édition française.

## Contexte
Acte I, scène 1. Un bateau fait voile vers son port d'attache, l'équipage est avide de rentrer dans ses foyers après un long séjour très fructueux en mer. Le pilote, seul sur scène, se met à chanter pour couvrir le bruit du vent et se redonner courage.

## Paroles
Malgré vents et tempêtes,
Auprès des miens,
Ma belle, je reviens !
L'ouragan sur ma tête,
En vain gronda,
Ma belle, me voilà !
Sans un bon vent du Sud, jamais
A toi je ne reviendrais !
Ah ! Souffle, souffle encor bon vent,
Ma belle en ce jour m'attend !
Des confins de la terre,
A toi toujours
J'ai pensé, mes amours !
En bravant le tonnerre
Et flots et vents
Je t'apporte un présent.
Grâce au bon vent, je viens encor
Avec une chaîne d'or !
Bon vent, ah ! Souffle sans faiblir,
Ce don lui fera plaisir !